# Harry Lime

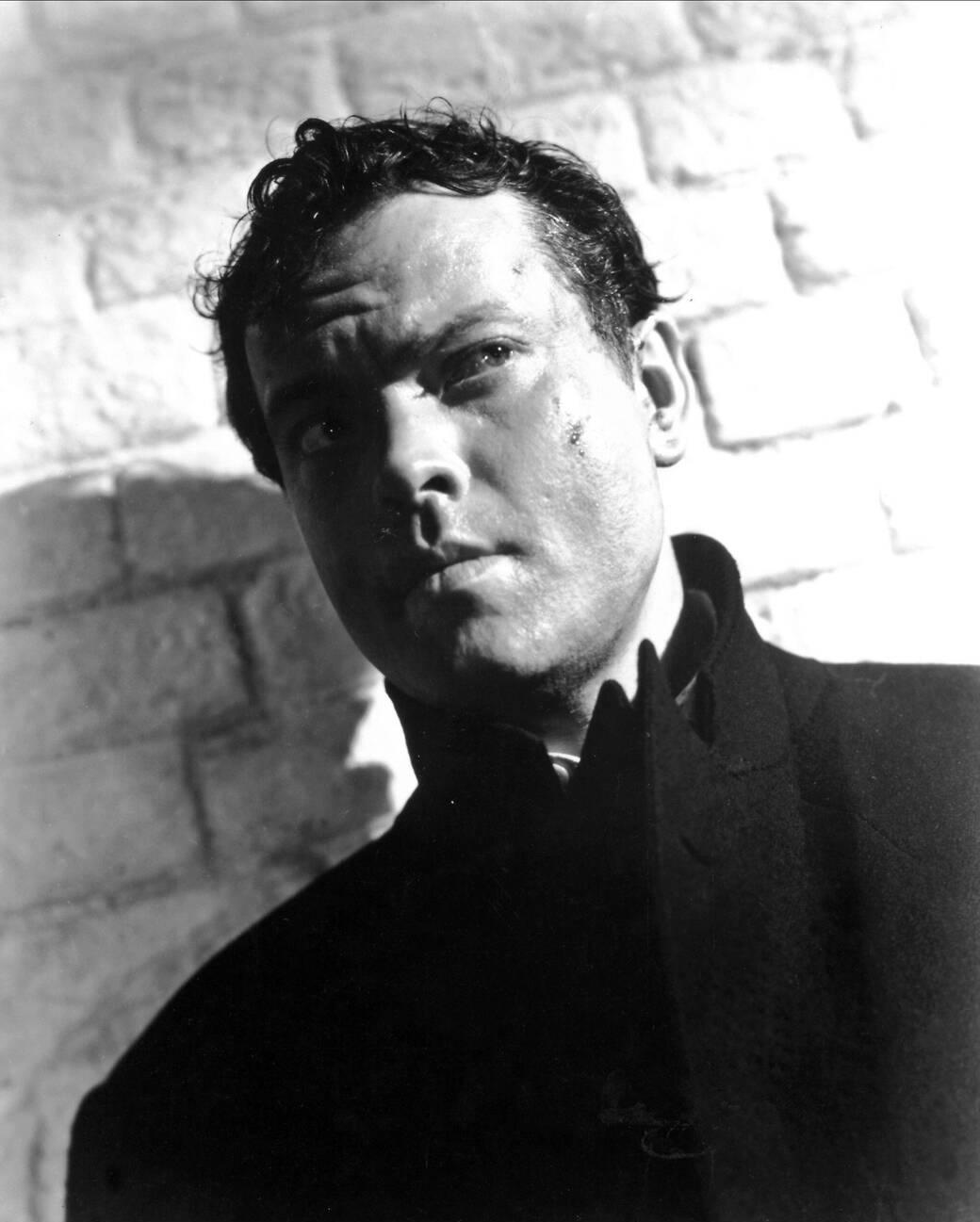
Ett reklamfoto av Orson Welles som Harry Lime i filmen.

Harry Lime är Orsons Welles rollfigur i den klassiska långfilmen Den tredje mannen, efter en roman av Graham Greene. Filmens ledmotiv, som spelas på cittra, är uppkallat efter Lime, The Harry Lime Theme av Anton Karas.
Harry Lime är en samvetslös svartbörshaj, som fingerar sin egen död när polisen och myndigheterna kommer hans verksamhet på spåren.
Harry Lime har efter sin död i långfilmen, mirakulöst återuppstått både i amerikanska radio- och TV-serier.
Om honom och filmen har C-J Charpentier skrivit boken "Jakten på Harry Lime" (ISBN 978-91637-3172-3).